# Kontakt- und Informationsstelle für Selbsthilfegruppen
Der Begriff Kontakt- und Informationsstelle für Selbsthilfegruppen (Abkürzungen: KISS, KIS, SEKIS, KOS, SEKOS, SEKO) steht für bundesweit vorhandene, aber regional organisierte Einrichtungen von Gebietskörperschaften, Wohlfahrtsverbänden oder eingetragenen Vereinen, deren Ziel die „Verbreitung und Förderung des Selbsthilfegedankens im sozialen und gesundheitlichen Bereich“ ist.
Die Selbsthilfekontaktstellen vermitteln Kontakte zu bestehenden Selbsthilfegruppen, unterstützen bei Neugründungen und bringen Selbsthilfegruppen sowie Fachleute zusammen. Weiterhin beraten und unterstützen sie bestehende Selbsthilfegruppen zum Beispiel bei Inanspruchnahme von Fördermitteln. Sie fördern zudem den Selbsthilfegedanken durch Öffentlichkeitsarbeit.
Zudem gibt es landesweite Selbsthilfekontaktstellen, deren Aufgabe unter anderem die Selbsthilfeberatung und Vermittlung an Selbsthilfekontaktstellen und Selbsthilfeorganisationen sowie die Fortbildungen im Selbsthilfebereich im Bundesland ist. Es gibt sie in den folgenden Bundesländern: Baden-Württemberg, Bayern, Berlin, Brandenburg, Niedersachsen, Nordrhein-Westfalen, Sachsen und Thüringen.
Unterstützt wird die Arbeit der regionalen und landesweiten Selbsthilfekontaktstellen durch die Nationale Kontakt- und Informationsstelle zur Anregung und Unterstützung von Selbsthilfegruppen (NAKOS). Träger der NAKOS ist die Deutsche Arbeitsgemeinschaft Selbsthilfegruppen (DAG SHG) e. V. in Berlin-Charlottenburg, dem Fachverband der Selbsthilfeunterstützung und -förderung in Deutschland.